# 226 p.n.e.
| [ Edytuj tabelę ] |                                                                                              |
| Król Baktrii      | - 230 p.n.e. Eutydemos 200 p.n.e.                                                            |
| Król Bitynii      | - 229 p.n.e. Prusjasz I 182 p.n.e.                                                           |
| Władca Egiptu     | - 246 p.n.e. Ptolemeusz III 221 p.n.e.                                                       |
| Król Ilirii       | - 230 p.n.e. Pinnes 217 p.n.e.                                                               |
| Król Magadhy      | - 232 p.n.e. Daśaratha 224 p.n.e.                                                            |
| Król Kapadocji    | - 230 p.n.e. Ariarates III 220 p.n.e.                                                        |
| Król Macedonii    | - 229 p.n.e. Antygon III Doson 221 p.n.e.                                                    |
| Król Partów       | - 247 p.n.e. Arsakes 217 p.n.e.                                                              |
| Władca Pergamonu  | - 241 p.n.e. Attalos I 197 p.n.e.                                                            |
| Król Pontu        | - 256 p.n.e. Mitrydates II 220 p.n.e.                                                        |
| Władca Seleucydów | - 246 p.n.e. Seleukos II Kallinikos 226 p.n.e. - 226 p.n.e. Seleukos III Keraunos 223 p.n.e. |
| Król Sparty       | - 235 p.n.e. Kleomenes III 222 p.n.e. - 227 p.n.e. Euklejdas 221 p.n.e.                      |
| Tyran Syrakuz     | - 275 p.n.e. Hieron II 215 p.n.e.                                                            |

Rok 226 p.n.e.
stulecia: IV wiek p.n.e. ~
III wiek p.n.e. ~
II wiek p.n.e.

lata: 236 p.n.e. «
230 p.n.e. «
229 p.n.e. «
228 p.n.e. «
227 p.n.e. «
226 p.n.e. »
225 p.n.e. »
224 p.n.e. »
223 p.n.e. »
222 p.n.e. »
216 p.n.e.

## Wydarzenia
Europa
- Hazdrubal Starszy, wódz kartagiński, zawarł traktat z Rzymem, zgodnie z którym rzeka Iber była północną granicą wpływów kartagińskich.
- Kleomenes III podporządkował Sparcie Mantineję.

## Zmarli
- Antioch Hieraks, brat Seleukosa II
- Seleukos II Kallinikos, król z dynastii Seleucydów – wypadek podczas jazdy konnej